# Sistema linear
Na teoria dos sistemas, um sistema linear é um modelo matemático de um sistema baseado no uso de um operador linear . Os sistemas lineares normalmente exibem recursos e propriedades que são muito mais simples do que o caso não linear. Como abstração ou idealização matemática, os sistemas lineares encontram aplicações importantes na teoria do controle automático, processamento de sinais e telecomunicações . Por exemplo, o meio de propagação para sistemas de comunicação sem fio pode frequentemente ser modelado por sistemas lineares.

## Definição
Um sistema determinístico geral pode ser descrito por um operador, {\displaystyle H}, que mapeia uma entrada, {\displaystyle x(t)}, como a função de {\displaystyle t} para uma saída, {\displaystyle y(t)}, um tipo de descrição de caixa preta . Os sistemas lineares satisfazem a propriedade de superposição . Dadas duas entradas válidas
{\displaystyle x_{1}(t)\,}
{\displaystyle x_{2}(t)\,}
bem como seus respectivos resultados
{\displaystyle y_{1}(t)=H\left\{x_{1}(t)\right\}}
{\displaystyle y_{2}(t)=H\left\{x_{2}(t)\right\}}
então um sistema linear deve satisfazer
{\displaystyle \alpha y_{1}(t)+\beta y_{2}(t)=H\left\{\alpha x_{1}(t)+\beta x_{2}(t)\right\}}
para quaisquer valores escalares {\displaystyle \alpha \,} e {\displaystyle \beta \,} .
O sistema é então definido pela equação {\displaystyle H(x(t))=y(t)}, Onde {\displaystyle y(t)} é alguma função arbitrária do tempo, e {\displaystyle x(t)} é o estado do sistema. Dado {\displaystyle y(t)} e {\displaystyle H}, o sistema pode ser resolvido para {\displaystyle x(t)} . Por exemplo, um oscilador harmônico simples obedece à equação diferencial:
{\displaystyle m{\frac {d^{2}(x)}{dt^{2}}}=-kx} .
Se
{\displaystyle H(x(t))=m{\frac {d^{2}(x(t))}{dt^{2}}}+kx(t)} ,
então {\displaystyle H} é um operador linear. De locação {\displaystyle y(t)=0}, podemos reescrever a equação diferencial como {\displaystyle H(x(t))=y(t)}, o que prova que um oscilador harmônico simples é um sistema linear.
O comportamento do sistema resultante sujeito a uma entrada complexa pode ser descrito como uma soma de respostas a entradas mais simples. Em sistemas não lineares, não existe tal relação. Esta propriedade matemática torna a solução das equações de modelagem mais simples do que muitos sistemas não lineares. Para sistemas invariantes no tempo, esta é a base da resposta ao impulso ou os métodos de resposta de frequência (ver teoria do sistema LTI ), que descreve uma função de entrada geral {\displaystyle x(t)} em termos de impulsos unitários ou componentes de frequência .
Equações diferenciais típicas de sistemas lineares invariantes no tempo são bem adaptadas para análise usando a transformada de Laplace no caso contínuo, e a transformada Z no caso discreto (especialmente em implementações de computador).
Outra perspectiva é que soluções para sistemas lineares compreendem um sistema de funções que atuam como vetores no sentido geométrico.
Um uso comum de modelos lineares é descrever um sistema não linear por linearização . Isso geralmente é feito por conveniência matemática.

## Resposta ao impulso variável com o tempo
A resposta ao impulso variável no tempo h ( t 2, t 1 ) de um sistema linear é definida como a resposta do sistema no tempo t = t 2 a um único impulso aplicado no tempo t = t 1 . Em outras palavras, se a entrada x ( t ) para um sistema linear é
{\displaystyle x(t)=\delta (t-t_{1})\,}
onde δ ( t ) representa a função delta de Dirac, e a resposta correspondente y ( t ) do sistema é
{\displaystyle y(t)|_{t=t_{2}}=h(t_{2},t_{1})\,}
então, a função h ( t 2, t 1 ) é a resposta do sistema ao impulso variável no tempo. Uma vez que o sistema não pode responder antes que a entrada seja aplicada, a seguinte condição de causalidade deve ser satisfeita:
{\displaystyle h(t_{2},t_{1})=0,t_{2}<t_{1}}

## A convolução integral
A saída de qualquer sistema linear de tempo contínuo geral está relacionada à entrada por uma integral que pode ser escrita em um intervalo duplamente infinito em decorrência da condição de causalidade:
{\displaystyle y(t)=\int _{-\infty }^{t}h(t,t')x(t')dt'=\int _{-\infty }^{\infty }h(t,t')x(t')dt'}
Se as propriedades do sistema não dependem do tempo em que ele é operado, então ele é considerado invariante no tempo (estacionário) e h () é uma função apenas da diferença de tempo τ = tt 'que é zero para τ <0 ( ou seja, t <t '). Por redefinição de h (), é então possível escrever a relação de entrada-saída de forma equivalente em qualquer uma das maneiras,
{\displaystyle y(t)=\int _{-\infty }^{t}h(t-t')x(t')dt'=\int _{-\infty }^{\infty }h(t-t')x(t')dt'=\int _{-\infty }^{\infty }h(\tau )x(t-\tau )d\tau =\int _{0}^{\infty }h(\tau )x(t-\tau )d\tau }
Os sistemas lineares invariantes no tempo são mais comumente caracterizados pela transformada de Laplace da função de resposta ao impulso chamada de função de transferência, que pode ser descrita como:
{\displaystyle H(s)=\int _{0}^{\infty }h(t)e^{-st}\,dt.}
Em aplicações, geralmente é uma função algébrica racional de s. Como h (t) é zero para t negativo, a integral pode igualmente ser escrita na faixa duplamente infinita e colocar s = iω segue a fórmula para a função de resposta em termos da frequência :
{\displaystyle H(i\omega )=\int _{-\infty }^{\infty }h(t)e^{-i\omega t}dt}

## Sistemas de tempo discreto
A saída de qualquer sistema linear de tempo discreto está relacionada à entrada pela soma da convolução variável no tempo, como descrito abaixo:
{\displaystyle y[n]=\sum _{m=-\infty }^{n}{h[n,m]x[m]}=\sum _{m=-\infty }^{\infty }{h[n,m]x[m]}}
ou equivalentemente para um sistema invariante no tempo na redefinição de h (),
{\displaystyle y[n]=\sum _{k=0}^{\infty }{h[k]x[n-k]}=\sum _{k=-\infty }^{\infty }{h[k]x[n-k]}}
Onde
{\displaystyle k=n-m\,}
representa o intervalo de tempo entre o estímulo no tempo m e a resposta no tempo n .